# رودنیتس
رودنیتس (به آلمانی: Rüdnitz) یک شهر در آلمان است که در بارنیم واقع شده‌است. رودنیتس ۱٬۷۹۰ نفر جمعیت دارد.